# Agrilinus shilenkovi
Agrilinus shilenkovi är en skalbaggsart som beskrevs av Berlov 1989. Agrilinus shilenkovi ingår i släktet Agrilinus och familjen Aphodiidae. Inga underarter finns listade i Catalogue of Life.